# أنور دوران
أنور دوران (بالتركية: Enver Duran) هو طبيب وجراح وأستاذ جامعي تركي، ولد في 19 يونيو 1945 في مدينة بورصة في تركيا.